# Gristhorpe
Gristhorpe är en ort och civil parish i Storbritannien.   Den ligger i grevskapet North Yorkshire och riksdelen England, i den centrala delen av landet, 300 km norr om huvudstaden London. Gristhorpe ligger 38 meter över havet och antalet invånare är 397.
Terrängen runt Gristhorpe är platt. Havet är nära Gristhorpe åt nordost. Runt Gristhorpe är det ganska tätbefolkat, med 134 invånare per kvadratkilometer. Närmaste större samhälle är Scarborough, 7,9 km nordväst om Gristhorpe. Trakten runt Gristhorpe består till största delen av jordbruksmark.